# Judith Grimes
Judith Grimes es un personaje ficticio de la serie de cómics  The Walking Dead  y la serie de televisión del mismo nombre, donde es interpretada por Cailey Fleming y anteriormente por varias actrices infantiles cuando el personaje era una recién nacida.

## Apariciones

### En el cómic
Judith es hija de Lori Grimes y posiblemente de Rick Grimes y la hermana menor de Carl Grimes. La paternidad de Judith puede convertirse en Rick y Shane, pero por un momento Rick le dijo a Lori que no le importaba si ella era la hija de Shane porque el la amará como su hija. Durante el último asalto en prisión por El Gobernador, Lori es asesinada por Lilly mientras retiene a Judith y Lori cae aplastando a Judith, matándola durante el proceso, dejando a Rick y Carl en una devastación total.

### Adaptación de TV

#### Temporada 3
Judith Grimes apareció por primera vez en el episodio "Killer Within", donde nació a través de una cesárea realizada por Maggie, porque Lori había complicaciones debido al parto, durante la cesárea, Lori pierde mucha sangre y agonizante le dice adiós a Carl mientras la dispara por misericordia para evitar su reanimación. Pocos días después de que ella naciera, Daryl y Maggie va a buscar leche de fórmula ya que la pequeña Judith era débil y no podía sobrevivir sin ella, Daryl la apoda "Destructora". Sin embargo, la bebé Judith siempre estuvo bajo el cuidado de Beth y Carol durante toda la temporada.

#### Temporada 4
Cuando un brote de gripe mortal llegó a la comunidad de la prisión, Judith afortunadamente sobrevivió al brote. Durante el último asalto de El Gobernador, fue salvada por las hermanas Lizzie y Mika Samuels que se llevaron al bebé con Tyreese y juntas se dirigieron a Terminus y en el camino Tyreese decide ayudar a un padre y a su hijo dejando a las pequeñas a su suerte hacia un grupo de caminantes que fueron salvadas por Carol. Cuando Tyreese y Carol se dieron cuenta de la crisis de salud mental de Lizzie al ver que asesino a su hermana menor Mika, Lizzie revela que quería matar a Judith para verla convertirse en una caminante, pero Carol logra detenerla. Durante un debate con Tyreese, deciden eliminar a Lizzie para evitar lastimar a Judith y al resto de la gente. Más tarde, se les ve con la pequeña bebé viajando a Terminus.

#### Temporada 5
Judith todavía está bajo el cuidado de Tyreese y Carol. Cuando Carol, Tyreese y Judith llegan cerca de Terminus, un caminante intenta atacarlos y Carol lo somete cuando la bebé comienza a llorar y su llanto atrae a una manada de caminantes. Afortunadamente, Carol, Tyreese y Judith logran huir, hasta que alcanzan una cabaña donde descubren que sus amigos fueron secuestrados y logran reducir a un hombre llamado Martin, que era de Terminus y que estaba de guardia en la cabaña. Carol decide salvar a sus amigos y Tyreese la cuida. Cuando Martin logró tomar a Judith como rehén, Tyreese se vio obligado a abandonar la cabaña donde unos pocos caminantes intentaron alcanzar la cabaña, pero Tyreese sobrevivió y lo abordó en el piso y luego lo golpeó hasta dejarlo inconsciente salvando la vida de la bebita. Después del rescate de Rick y el grupo, Carol aparece ante Rick y el resto del grupo y lleva a Rick y Carl a Judith, quienes felizmente se reúnen nuevamente.
Judith fue acompañada por su padre y el grupo hasta llegar a la iglesia del Padre Gabriel quien les da asilo en su iglesia donde termina siendo un matadero de la gente de Terminus que cazó al grupo. Después de las muertes de Beth y Tyreese, Judith llegó a la zona segura llamada Alexandria junto con el grupo y fue guiada por un reclutador de la comunidad llamado Aaron.

#### Temporada 6
Cuando el grupo trabajaba contra la enorme manada de caminantes en una cantera cercana, un grupo de carroñeros llamados "Los Lobos" invaden la comunidad al matar a varios alexandrinos, pero Carl protege a su hermana Judith mientras el grupo logra aniquilar a casi todos los Lobos y en consecuencia, del sonido de los disparos y el sonido de la bocina de un camión atrajeron a la manada que estaba desviando al grupo, mientras que el muro de Alexandría cae, los caminantes aprovechan la caída del muro para invadir la zona segura. Afortunadamente, Judith fue llevada a salvo por el Padre Gabriel a su iglesia y la comunidad de manera exitosa logra eliminar a los caminantes. Pasando dos meses Rick y Michonne iniciaron su romance, Michonne prácticamente se convirtió en la figura materna de Judith.

#### Temporada 7
Cuando Negan conoce a Judith, él la quiere a pesar de tener una relación dura con su padre y promete protegerla a ella y a Carl. Más tarde, Judith fue transportada a la Colonia Hilltop. Ella se sienta en el suelo mientras Maggie y Jesús hablan. Poco después, Judith se levanta y se deja cargar y atender por Enid.

#### Temporada 8
Judith siempre estuvo al cuidado de los alexandrinos durante la guerra contra los Salvadores, luego Carl es mordido por un caminante, este decide pasar un día con su hermana pequeña. Antes de su muerte, ella logra sobrevivir bajo las alcantarillas cuando Negan bombardea Alexandria y la niña es llevada con éxito a la colonia Hilltop.

#### Temporada 9
Dieciocho meses después de la caída de Negan, Judith vive feliz con Rick y Michonne. Cuando comenzaron los problemas dentro de las comunidades, Rick se vio obligado a lidiar con una manada de caminantes destruyendo un puente para salvar a las comunidades que aparentemente el grupo cree que Rick murió.
 Seis años más tarde, un grupo de sobrevivientes liderados por una mujer llamada Magna son abrumados por una manada de caminantes y aparece una niña con sombrero de sheriff que los salva del rebaño y se presenta como Judith Grimes. Más tarde se reveló que Judith tiene una relación muy complicada con su madre adoptiva Michonne, ya que tienen un gran desacuerdo sobre su relación amistosa con Negan, que tiene un gran respeto hacia ella. Judith también tiene un hermano adoptivo llamado Rick Grimes Jr., más conocido como "R.J.", que es el hijo de Rick y Michonne concebido antes de su presunta muerte.  Varios meses después de la masacre durante la feria de la comunidad realizada por Alpha, fue salvada por Negan cuando intentó salvar al perro de Daryl en la gran tormenta de nieve durante el invierno.

#### Temporada 10
En "Lines We Cross", algunos meses después de la tormenta de nieve, Judith y la Coalición forman una milicia para capacitar a los diversos residentes de las comunidades para que se enfrenten a futuras amenazas. Ella participa en un ejercicio de entrenamiento en la playa de Oceanside. Mientras Ezekiel y Jerry liberan metódicamente a los caminantes de un barco naufragado, Judith y la otra milicia trabajan juntos como una unidad para eliminar la amenaza de los caminantes. Más tarde, Judith y R.J. juegan con algunas conchas que R.J. encontró. A medida que arrojan sus conchas marinas en la arena, se cae una máscara de un Susurrador. Judith se asusta e informa al resto del grupo. Un rato después, Judith le dice a R.J. La historia de Rick soplando el puente para salvar a sus amigos. "Murió y se fue al cielo", le dice Judith a R.J. sobre "el hombre valiente" en su historia. Michonne se acerca para abrazarlos y les dice que haría cualquier cosa para protegerlos. De repente, suena una explosión y todos levantan la vista para presenciar rayas de fuego cayendo en cascada desde el cielo. Judith luego se queda en el campamento cuidando a su hermano mientras los adultos lidian con la situación.
En "Ghosts", mientras los residentes de Alexandria se enfrentan a las olas de caminantes que llegan a las puertas de la comunidad durante las siguientes 49 horas, Judith se queda en su casa cuidando a su hermano. Cuando Michonne los revisa por la mañana, Judith le recuerda a su madre que no es seguro irse a dormir. Al día siguiente, Judith sigue cuidando a su hermano cuando Michonne llega a acostarse con ellos. Mientras yacen juntos en la cama, Michonne le explica a Judith que es seguro dormir por ahora.
En "Silence the Whisperers", Judith y su familia cenan juntas y comparten una risa cuando se les une Daryl. A la mañana siguiente, Judith acompaña a Michonne a visitar Hilltop para ayudar a la comunidad después de que un árbol se haya caído. En el camino, Michonne le dice a Judith que nunca tome enemigos por su palabra. Judith sugiere que los Susurradores probablemente estén tratando de cansarlos como R.J. lo hace antes de irse a dormir. De repente, Michonne ve a Ezekiel cabalgando solo y le dice a Judith y al grupo que continúen mientras ella investiga. Más tarde ese día, el grupo se pone al día y continúan su viaje a Hilltop. Esa noche, Judith y el convoy llegan para ayudar a los residentes de Hilltop a luchar contra los caminantes invasores. Mientras pelean, Judith saca a pasear a la orgullosa sonrisa de su madre. A la mañana siguiente, Judith escucha la reunión del consejo donde Michonne anuncia que entregará suministros a Oceanside después de recibir informes de una posible actividad de los Susurradores. Ella se sorprende cuando Michonne dice que la acompañará. Más tarde ese día, Judith y un grupo preparan su convoy y salen en su viaje hacia Oceanside.
En "The World Before", Judith y el grupo continúan su viaje hacia Oceanside cuando se detienen brevemente después de que Scott se encuentra con huellas recientes en su camino. Cuando Luke dice que irá como representante de Hilltop, ella bromea diciendo que realmente quiere ver a Jules y luego le pregunta qué estaba silbando antes. Él explica que estaba silbando una de sus canciones favoritas y la escribe en un libro donde está documentando todo lo que les sucederá en el futuro. Cuando Luke sugiere detenerse en una biblioteca cercana en el camino para buscar más libros, Judith convence a su madre de aceptar después de quejarse de que ya ha leído casi todos los libros en Alexandría. Cuando el grupo se dirige a la biblioteca, Judith encuentra un diccionario ruso-inglés que le da a Luke para que Eugene entienda las partes del satélite. Cuando Michonne le dice a su hija que pueden leer un libro juntas, Magna la llama por radio. Al escuchar a Luke gritar pidiendo ayuda, ella y el grupo lo encuentran en la sección de música donde explica que fue salvado por un hombre antes de huir. Judith luego permanece en silencio mientras su madre le informa de la muerte de Siddiq. Más tarde ese día, el grupo llega a Oceanside, donde Judith es testigo cuando los residentes traen al hombre que salvó a Luke al campamento y lo acusan de ser un Susurrador. Mientras el extraño le ruega que simplemente quiera volver con su familia, Judith observa mientras el grupo debate qué hacer con él. Cuando los caminantes invaden de repente, ella ayuda a eliminar la amenaza y lo hiere en la pierna al hombre para evitar que escape. Judith luego llama a su madre que orgullosamente la felicita. Esa noche, Judith lee un libro de la mochila del hombre cuando de repente se despierta. Afirma que el libro es para su hija e intenta evitar que lo lea, pero se cae debido a que está atado. Judith le dice que tenga cuidado con sus puntos y luego se va cuando su madre llega para interrogarlo. Un tiempo después, Michonne le cuenta a Judith su plan de ayudar al hombre a regresar con su familia a una base naval a cambio de armas para destruir la horda de Alpha, pero dice que necesita ir sola. Judith entiende la decisión de su madre y se abrazan. Al día siguiente, Judith escucha mientras Michonne informa al grupo de su misión y les da una radio para contactarla si es necesario. También le dice a Judith que puede contactarla en cualquier momento y le recuerda que sea buena con su tío Daryl hasta que regrese. Judith luego se despide de su madre antes de que ella y el resto del grupo regresen.

## Desarrollo y recepción

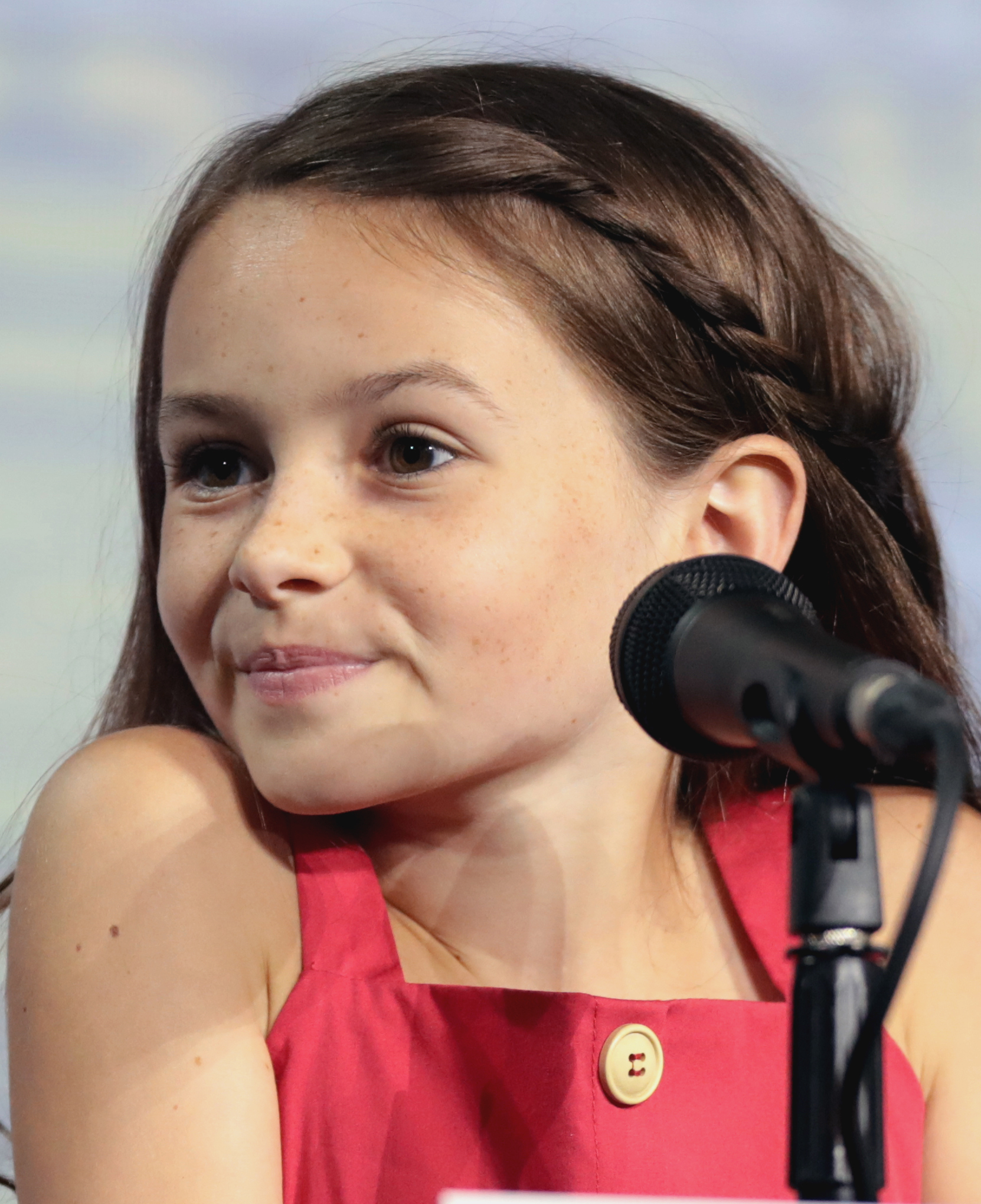
Cailey Fleming interpreta a Judith Grimes en la adaptación televisiva.

Cailey Fleming ingresa en la parte final del quinto episodio "What Comes After" en la novena temporada como parte del reparto recurrente y a pesar de eso, apareció en la sección "also starring". Para la décima temporada, Fleming fue ascendida al reparto principal de la serie dando importancia a ser la única miembro de la familia Grimes sobreviviente.
Según la showrunner Angela Kang, para adaptar la historia del cómic, planean tomar parte del papel que tenía Carl y dárselo a Judith, que ahora tiene una edad similar a Carl, lo que les permite seguir los hilos principales del cómic. En el Arco de los susurradores pero con una nueva toma usando la personalidad de Judith.
Matt Fowler de IGN expresó de esta manera sobre el desarrollo de Cailey Fleming  quien interpreta a Judith Grimes después de una breve aparición en la novena  temporada:

"Estoy aquí para patear traseros y masticar chicle. Y nunca he probado el chicle porque es un dulce de larga data de un mundo que nunca conocí".

Louisa Mellor escribiendo paraDen of Geek! elogió a Cailey Fleming y dijo: "Judith Grimes no es la única ni la primera niña poderosa en la televisión con cosas que nos enseñan. Ella es parte de una pandilla en crecimiento (Lisa Simpson es la miembro fundadora, obviamente,  Stranger Things  'Eleven es el músculo). Estas chicas y sus contrapartes del mundo real están aquí con lecciones para enseñarnos y sobre todo, estamos siendo todo oídos."
Josh Wigler de The Hollywood Reporter dijo: "Interpretada por Star Wars: The Force Awakens , la actriz Cailey Fleming, con la llegada de Judith como una guerrera aprobada para el apocalipsis marca una gran desviación de cómo se desarrollan los eventos en los cómics de Robert Kirkman y Charlie Adlard a diferencia de lo que se basa del programa AMC. En su narración original de la historia, Judith murió cuando era bebé, junto a su madre Lori cuando el Gobernador desató todo el poder de Woodbury en la prisión. En la serie de televisión, Lori murió mucho antes de lo esperado, mientras que el destino de Judith se quedó persistente después del asalto del gobernador a la prisión. Más tarde se revelaron algunos episodios en los que Judith terminó al cuidado de Carol y Tyreese, y apareció en gran medida en el episodio de la cuarta temporada "The Grove ", una elección de consenso para uno de los mejores episodios en la historia de 'Walking Dead'".
Kirsten Acuna escribiendo para Insider escribe y alaba el trabajo de Angela Kang como showrunner. Kang declaró sobre Fleming: "Ella es una actriz tan profesional a los 11 años. Sus primeros dos días en el set, los actores, Danai [Gurira], Jeffrey [Dean Morgan], todos están como, 'Oh, Dios mío, ella está fuera —actuando a todos nosotros. Realmente les encanta el trabajo que está haciendo y les encanta trabajar con ella. Ella es absolutamente fantástica para nosotros".
Christopher Weston escribiendo para  HITC elogió la novena temporada incluyendo al personaje de Cailey Fleming como Judith Grimes y dijo: "El programa fue un éxito inmenso, convirtiéndose en uno de los esfuerzos más ampliamente discutidos y vistos en la televisión en ese momento. Sin embargo , los entusiastas sabrán que las series pueden sentirse un poco rancias cuando se quedan más de la cuenta. Poco a poco, muchos fanáticos comenzaron a enamorarse de The Walking Dead, sintiendo que se estaba arrastrando innecesariamente. A lo largo de los años, han lanzado nuevos caras y bolas curvas para mantener las cosas interesantes, y con la temporada 10 ahora en pleno apogeo, damos la bienvenida a Cailey Fleming firmemente al redil."
Erik Kain de Forbes comentó sobre su aparición en  "Who Are You Now?", diciendo: "Judith es una gran niña pequeña. Es dura, dulce, compasiva y simplemente un todo en torno a los rudos que la gente de Alexandría respeta e incluso difiere en algunos casos. Se está formando una relación incipiente entre ella y Negan, que permanece en prisión aunque mas viejo. Cualquier relación que se suponía que se formaría entre Carl y Negan está sucediendo en cambio, entre estos dos, con Judith en los escalones haciendo matemáticas y Negan diciéndole cuál es el punto."
El escritor Alex Zalben de Decider elogió el desarrollo de Fleming en la serie y dijo: "Cailey Fleming interpretando a Judith Grimes es fácilmente su papel más importante hasta ahora. Walking Dead ha sido una mezcla cuando fue se trata de niños actores (ha habido algunos ... no tan buenos), pero con el fuerte catálogo de roles de Fleming, Judith parece que caerá en el mejor lado de la ecuación."